# Diplazium pedatum
Diplazium pedatum är en majbräkenväxtart som beskrevs av Johann Friedrich Klotzsch.
Diplazium pedatum ingår i släktet Diplazium och familjen Athyriaceae. Inga underarter finns listade i Catalogue of Life.